# Jerzy Wojciechowicz Billewicz
Jerzy Wojciechowicz Billewicz herbu Mogiła (zm. w 1643/1644 roku) – podstarości żmudzki w latach 1628-1634, podkomorzy żmudzki w latach 1622-1643/1644, pisarz ziemski żmudzki w latach 1615-1622, podstoli żmudzki w latach 1613-1615.
Był wyznawcą kalwinizmu.